# La Faute-sur-Mer
La Faute-sur-Mer – miejscowość i gmina we Francji, w regionie Kraj Loary, w departamencie Wandea.
Według danych na rok 1990 gminę zamieszkiwało 885 osób, a gęstość zaludnienia wynosiła 128 osób/km² (wśród 1504 gmin Kraju Loary La Faute-sur-Mer plasuje się na 628. miejscu pod względem liczby ludności, natomiast pod względem powierzchni na miejscu 1125.).